# سن کلمبانو چرتنولی
سن کلمبانو چرتنولی (به ایتالیایی: San Colombano Certenoli) یک کومونه در ایتالیا است که در استان جنوا واقع شده‌است. سن کلمبانو چرتنولی ۴۱٫۳ کیلومتر مربع مساحت و ۲٬۶۱۳ نفر جمعیت دارد و ۴۰ متر بالاتر از سطح دریا واقع شده‌است.